# Liliane De Cock
Liliane De Cock (Opbrakel, 19 december 1955) is een voormalige Belgische volksvertegenwoordigster en politica voor Agalev en Groen.

## Levensloop
De Cock studeerde in 1978 af als licentiate in de psychologische en pedagogische wetenschappen, optie orthopedagogiek aan de Rijksuniversiteit Gent. Ze werd actief als docente-supervisor in het volwassenenonderwijs in Gent.
In haar toenmalige woonplaats Zulte was ze in 1994 betrokken bij de oprichting van een plaatselijke afdeling van de groene partij Agalev. Hoewel deze afdeling een sterke visibiliteit ontplooide en zich actief mengde in verschillende dossiers, slaagde ze er niet om voet aan de grond te krijgen in Zulte en wist ze zowel bij de gemeenteraadsverkiezingen van 1994 als die van 2000 geen enkele zetel te behalen. Later vestigde De Cock zich in de stad Gent, waar ze van 2013 tot 2018 voor Groen in de OCMW-raad zetelde. 
De Cock werd ook actief in de regionale werking van Agalev in de kieskring Gent-Eeklo en was bij de federale verkiezingen van juni 1999 eerste opvolger in deze kieskring. In augustus 2002 kwam ze effectief in de Kamer van volksvertegenwoordigers als opvolger van Jef Tavernier, die minister in de regering-Verhofstadt werd. De Cock zetelde tot aan de verkiezingen van mei 2003 en ging zich voornamelijk toeleggen op het beleid rond vrouwenwelzijn, milieu, jeugdzorg en afvalpreventie. Ze nam zitting in de commissies Infrastructuur, Verkeer en Overheidsbedrijven en Handels- en Economisch Recht.